# Anton Fils
Anton Fils (även Antonín Fils, Johann Anton Fils, Johann Anton Filtz), född 22 september 1733 i Eichstätt, Tyskland, död 14 mars 1760 i Mannheim var en tysk cellist och kompositör. Fils studerade juridik och teologi vid universitetet i Ingolstadt då han 1754 fick anställning som cellist vid hovkapellet i Mannheim. Trots sin för tidiga död vid 26 års ålder hann Fils med att komponera en omfattande samling verk, däribland 40 symfonier som räknas bland de viktigaste i Mannheimskolan. Kompositören Christian Friedrich Daniel Schubart lär ha sagt att Fils var "den bästa symfonikompositör som någonsin har levat".

## Verk (Urval)
- Symfoni i A-dur
- Symfoni i D-dur, Op.2, Nr.5
- Symfoni i Ess-dur, Op.2, Nr.6
- Konsert i G-dur för cello och stråkorkester
- Konsert i C-dur för cello och stråkorkester